# 3361 Orpheus
A 3361 Orpheus (ideiglenes jelöléssel 1982 HR) egy földközeli kisbolygó. Carlos Torres fedezte fel 1982. április 24-én.